# Херден, Элрио ван
Э́лрио ван Хе́рден (англ. Elrio van Heerden; род. 11 июля 1983, Гебеха, Восточно-Капская провинция) — южноафриканский футболист, полузащитник.

## Футбольная биография

### Клубная
Начал играть за команду университета в Порт-Элизабет.
В 2002 году заключил контракт с датским клубом «Копенгаген», цвета которого защищал на протяжении 3-х сезонов. В чемпионате дебютировал 23 мая 2004 года против клуба «Ольборг». Дебют получился удачным — на 90-й минуте сравнял счёт и спас команду от поражения. В составе команды играл в Лиге чемпионов, Кубке УЕФА и Королевской лиге, в которой играют лучшие команды Дании, Швеции, Норвегии.
За 1 миллион 440 тысяч фунтов стерлингов 1 февраля 2006 года перешёл в бельгийский клуб «Брюгге». В сезоне 2005/06 принял участие в 10 играх, в 3-х из них играл с первой до последней минуты. В сезоне 2006/07 стал полноправным игроком основного состава. Забил один гол в игре 16-го тура против льежского «Стандарда», закончившейся со счётом 4:4. На 53-й минуте сделал счёт 3:0, а на 64-й минуте отдал голевой пас Салу. В сезоне 2007/08 травмировал колено. На восстановление ушло 2 месяца. В чемпионате 2008/09 преимущественно выходил на замену. Контракт закончился в июне 2009 года.
2 июня 2009 года перешёл в английский клуб «Блэкберн Роверс». Стать игроком основного состава ван Хердену не удалось. Сыграв 2 матча за резервистов и 2 игры в розыгрыше Кубка лиги, в январе 2010 года был отдан в аренду турецкому клубу «Сивасспор». 24 января 2010 года провёл первый матч за клуб против команды «Трабзонспор». Всего принимал участие в шести играх чемпионата Турции. Команда заняла итоговое 15-е место. Срок аренды истёк 1 июля 2010 года.

### Сборная ЮАР
За сборную выступал с 2004 года.
В её рядах выступал на Золотом кубке КОНКАКАФ в 2005 году, куда ЮАР и Колумбия были приглашены в качестве гостей. На стадии группового турнира ван Херден забил 2-й гол в ворота мексиканцев, обеспечив победу со счётом 2:1. В четвертьфинале ЮАР уступила по пенальти сборной Панамы.
Также играл в финальных стадиях Кубка африканских наций 2006 и 2008. Оба раза сборная выбывала на стадии группового этапа, занимая последнее место в группе.
В 2009 году выступал за сборную на Кубке конфедераций. На турнире выходил на замену в полуфинале против бразильцев и в матче за третье место против Испании. Сборная заняла четвёртое итоговое место.

## Достижения

### Командные
- Трёхкратный чемпион Дании — сезонов 2002/03, 2003/04 и 2005/06
- Обладатель Кубка Дании 2004 года
- Чемпион Королевской лиги 2005 года
- Обладатель Кубка Бельгии 2007 года
- Четвёртое место на Кубке конфедераций 2009 года